# Liste der Baudenkmäler in Schnals
Die Liste der Baudenkmäler in Schnals (italienisch Senales) enthält die 28 als Baudenkmäler ausgewiesenen Objekte auf dem Gebiet der Gemeinde Schnals in Südtirol (Italien).
Basis ist das im Internet einsehbare offizielle Verzeichnis der Baudenkmäler in Südtirol. Dabei kann es sich beispielsweise um Sakralbauten, Wohnhäuser, Bauernhöfe und Adelsansitze handeln. Die Reihenfolge in dieser Liste orientiert sich an der Bezeichnung, alternativ ist sie auch nach der Adresse oder dem Datum der Unterschutzstellung sortierbar.

## Liste
| Foto |                 | Bezeichnung                                                           | Standort                                             | Eintragung                   | Beschreibung | Metadaten                                                   |
| ---- | --------------- | --------------------------------------------------------------------- | ---------------------------------------------------- | ---------------------------- | --- | ----------------------------------------------------------- |
| ja   | Datei hochladen | Althütt ID: 18115                                                     | 46° 43′ 33″ N, 10° 51′ 31″ O Fraktion: Unser Frau    | 5. Juli 1993 (BLR-LAB 3907)  | Ländliches Wohnhaus/Bauernhof                                                                                   | KG: Unsere Frau in Schnals Bauparzelle: 40                  |
| ja   | Datei hochladen | Ehemalige Klosterkirche ID: 17305                                     | 46° 42′ 18″ N, 10° 54′ 37″ O Fraktion: Karthaus      | 4. März 1981 (BLR-LAB 1076)  | Kirche | KG: Karthaus Bauparzelle: 35, 81                            |
| ja   | Datei hochladen | Ehemalige Klosterküche ID: 17307                                      | 46° 42′ 18″ N, 10° 54′ 35″ O Fraktion: Karthaus      | 4. März 1981 (BLR-LAB 1076)  | Kloster | KG: Karthaus Bauparzelle: 44                                |
| ja   | Datei hochladen | Finail ID: 17323                                                      | 46° 44′ 29″ N, 10° 49′ 29″ O Fraktion: Unser Frau    | 4. März 1981 (BLR-LAB 1076)  | Ländliches Wohnhaus/Bauernhof                                                                                   | KG: Unsere Frau in Schnals Bauparzelle: 81/1, 81/2, 82      |
| ja   | Datei hochladen | Gasthaus zum Hirschen ID: 17319                                       | 46° 43′ 17″ N, 10° 51′ 39″ O Fraktion: Unser Frau    | 4. März 1981 (BLR-LAB 1076)  | Gasthaus | KG: Unsere Frau in Schnals Bauparzelle: 12                  |
| ja   | Datei hochladen | Gfall ID: 17325                                                       | 46° 43′ 14″ N, 10° 52′ 42″ O Fraktion: Unser Frau    | 4. März 1981 (BLR-LAB 1076)  | Bauernhof, Holzblockbau aus dem 16./17. Jahrhundert mit gemauertem Untergeschoss, im 18. Jahrhundert erweitert. | KG: Unsere Frau in Schnals Bauparzelle: 98                  |
| ja   | Datei hochladen | Haus Nr. 4 ID: 50218                                                  | 46° 42′ 15″ N, 10° 54′ 38″ O Fraktion: Karthaus      | 11. Okt. 1999 (BLR-LAB 4429) | Ansitz | KG: Karthaus Bauparzelle: 27                                |
| ja   | Datei hochladen | Heilig-Grab-Kapelle ID: 50219                                         | 46° 42′ 14″ N, 10° 54′ 38″ O Fraktion: Karthaus      | 11. Feb. 2008 (BLR-LAB 388)  | Kapelle | KG: Karthaus Bauparzelle: 71                                |
| ja   | Datei hochladen | Kapelle beim Unterperfl ID: 17316                                     | 46° 40′ 55″ N, 10° 56′ 50″ O Fraktion: Katharinaberg | 21. Mai 1990 (BLR-LAB 3002)  | Kapelle | KG: Katharinaberg Bauparzelle: 115                          |
| ja   | Datei hochladen | Kapelle in Kurzras ID: 17327                                          | 46° 45′ 24″ N, 10° 46′ 57″ O Fraktion: Unser Frau    | 4. März 1981 (BLR-LAB 1076)  | Kapelle | KG: Unsere Frau in Schnals Bauparzelle: 188                 |
| ja   | Datei hochladen | Kaser mit Mühle ID: 17321                                             | 46° 43′ 58″ N, 10° 51′ 13″ O Fraktion: Unser Frau    | 4. März 1981 (BLR-LAB 1076)  | Ländliches Wohnhaus/Bauernhof                                                                                   | KG: Unsere Frau in Schnals Bauparzelle: 50                  |
| ja   | Datei hochladen | Kreuzgang ID: 17304                                                   | 46° 42′ 16″ N, 10° 54′ 37″ O Fraktion: Karthaus      | 4. März 1981 (BLR-LAB 1076)  | Kloster | KG: Karthaus Bauparzelle: 30                                |
| ja   | Datei hochladen | Marchegg mit Pfostenspeicher ID: 17324                                | 46° 44′ 27″ N, 10° 47′ 35″ O Fraktion: Unser Frau    | 4. März 1981 (BLR-LAB 1076)  | Ländliches Wohnhaus/Bauernhof                                                                                   | KG: Unsere Frau in Schnals Bauparzelle: 86, 87, 88          |
| ja   | Datei hochladen | Mitterkaser in Pfossental ID: 17315                                   | 46° 45′ 10″ N, 10° 56′ 42″ O Fraktion: Katharinaberg | 19. Juni 1989 (BLR-LAB 3732) | Ländliches Wohnhaus/Bauernhof                                                                                   | KG: Katharinaberg Bauparzelle: 66                           |
| ja   | Datei hochladen | Montfert ID: 17313                                                    | 46° 41′ 51″ N, 10° 56′ 23″ O Fraktion: Katharinaberg | 4. März 1981 (BLR-LAB 1076)  | Ländliches Wohnhaus/Bauernhof                                                                                   | KG: Katharinaberg Bauparzelle: 43                           |
| ja   | Datei hochladen | Ober-Niederhof ID: 17318                                              | 46° 43′ 17″ N, 10° 51′ 34″ O Fraktion: Unser Frau    | 4. März 1981 (BLR-LAB 1076)  | Ländliches Wohnhaus/Bauernhof                                                                                   | KG: Unsere Frau in Schnals Bauparzelle: 8/1, 8/3, 8/4       |
| ja   | Datei hochladen | Oberau ID: 17320                                                      | 46° 43′ 10″ N, 10° 51′ 47″ O Fraktion: Unser Frau    | 4. März 1981 (BLR-LAB 1076)  | Ländliches Wohnhaus/Bauernhof                                                                                   | KG: Unsere Frau in Schnals Bauparzelle: 19, 20              |
| ja   | Datei hochladen | Obermair ID: 17310                                                    | 46° 41′ 21″ N, 10° 56′ 4″ O Fraktion: Katharinaberg  | 4. März 1981 (BLR-LAB 1076)  | Ländliches Wohnhaus/Bauernhof                                                                                   | KG: Kaberg Bauparzelle: 8/1                                 |
| ja   | Datei hochladen | Obervernatsch ID: 17312                                               | 46° 41′ 36″ N, 10° 56′ 35″ O Fraktion: Katharinaberg | 4. März 1981 (BLR-LAB 1076)  | Ländliches Wohnhaus/Bauernhof                                                                                   | KG: Katharinaberg Bauparzelle: 14, 15                       |
| ja   | Datei hochladen | Pfarrkirche Maria Himmelfahrt mit Friedhofskapelle ID: 17317          | 46° 43′ 21″ N, 10° 51′ 30″ O Fraktion: Unser Frau    | 4. März 1981 (BLR-LAB 1076)  | Kirche | KG: Unsere Frau in Schnals Bauparzelle: 1, 2                |
| ja   | Datei hochladen | Pfarrkirche St. Anna mit Friedhof ID: 17303                           | 46° 42′ 18″ N, 10° 54′ 39″ O Fraktion: Karthaus      | 4. März 1981 (BLR-LAB 1076)  | Kirche | KG: Karthaus Bauparzelle: 17 Grundparzelle: 7               |
| ja   | Datei hochladen | Pfarrkirche St. Katharina mit Friedhofskapelle und Friedhof ID: 17309 | 46° 41′ 18″ N, 10° 56′ 1″ O Fraktion: Katharinaberg  | 4. März 1981 (BLR-LAB 1076)  | Kirche | KG: Katharinaberg Bauparzelle: 1 Grundparzelle: 781         |
| ja   | Datei hochladen | Priorat ID: 17306                                                     | 46° 42′ 18″ N, 10° 54′ 36″ O Fraktion: Karthaus      | 4. März 1981 (BLR-LAB 1076)  | Kloster | KG: Karthaus Bauparzelle: 39                                |
| BW   | Datei hochladen | Steinhaus beim Oberau ID: 50559                                       | 46° 43′ 10″ N, 10° 51′ 48″ O                         | 9. Juli 2012 (BLR-LAB 1053)  | Ländliches Wohnhaus/Bauernhof                                                                                   | KG: Unsere Frau in Schnals Bauparzelle: 186                 |
| ja   | Datei hochladen | Tisen ID: 17322                                                       | 46° 44′ 25″ N, 10° 50′ 46″ O Fraktion: Unser Frau    | 4. März 1981 (BLR-LAB 1076)  | Ländliches Wohnhaus/Bauernhof                                                                                   | KG: Unsere Frau in Schnals Bauparzelle: 57                  |
| ja   | Datei hochladen | Unterpifrail und Pfostenspeicher ID: 17326                            | 46° 42′ 31″ N, 10° 54′ 13″ O Fraktion: Unser Frau    | 4. März 1981 (BLR-LAB 1076)  | Ländliches Wohnhaus/Bauernhof                                                                                   | KG: Unsere Frau in Schnals Bauparzelle: 123/1, 123/2, 123/3 |
| ja   | Datei hochladen | Untervernatsch ID: 17311                                              | 46° 41′ 36″ N, 10° 56′ 28″ O Fraktion: Katharinaberg | 4. März 1981 (BLR-LAB 1076)  | Ländliches Wohnhaus/Bauernhof                                                                                   | KG: Katharinaberg Bauparzelle: 13                           |
| ja   | Datei hochladen | Weithal ID: 17314                                                     | 46° 42′ 3″ N, 10° 56′ 8″ O Fraktion: Katharinaberg   | 4. März 1981 (BLR-LAB 1076)  | Ländliches Wohnhaus/Bauernhof                                                                                   | KG: Katharinaberg Bauparzelle: 45, 47, 48                   |

Falls bei einem Baudenkmal keine Koordinaten bekannt sind, werden ersatzweise die Katasterdaten zum Zeitpunkt der Unterschutzstellung angegeben. Diese sind weder offiziell noch zwingend aktuell.
Die vom Landesdenkmalamt übernommenen Adressen können veraltet sein.
| Foto:   | Fotografie des Denkmals. Klicken des Fotos erzeugt eine vergrößerte Ansicht. Daneben finden sich zwei Symbole: |
| ID      | Identifikator beim Südtiroler Landesdenkmalamt                                                                 |
| KG      | Katastralgemeinde                                                                                              |
| MD      | Ministerialdekret                                                                                              |
| BLR-LAB | Beschluss der Landesregierung – Landesausschussbeschluss                                                       |